# Фронт национального спасения (Египет)
Фронт национального спасения (араб. جبهة الإنقاذ الوطني‎) — крупнейшая оппозиционная исламистам политическая организация в Египте, объединяющая несколько молодых светских либерально-демократических партий страны, во главе которых стоят общественные деятели с известными именами, среди которых бывший генсек ЛАГ Амр Муса и лидер оппозиционной партии «Дустур» (Конституционной) и бывший глава МАГАТЭ Мохаммед аль-Барадеи.
Амр Муса в 2012 году участвовал в президентских выборах, но проиграл на них Мурси.
Экс-глава МАГАТЭ аль-Барадеи отказался участвовать в президентских выборах в 2012 году, а также подверг резкой критике действия правящего в переходный период Высшего совета Вооруженных сил, египетских СМИ и судебной системы.
Коалиция ФНС была сформирована после того, как 22 ноября 2012 года президент Мохаммед Мурси личным решением расширил свои властные полномочия, внеся поправки в конституционную декларацию. Это стало поводом для массового выступления оппозиции, которая обвинила Мурси в узурпации власти. Спорные положения декларации были отменены 9 декабря 2012 года, однако проведение конституционного референдума отменено не было.
Фронт национального спасения заявил, что не будет оспаривать результаты декабрьского (2012) референдума, но потребовал рассмотрения многочисленных случаев фальсификаций и нарушений.